# منشور (سياسة)

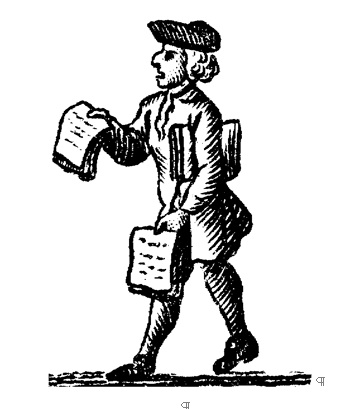
الرجل الثوري

المنشور هو شكل من أشكال التعبير المتمرد سواء كان كتابة، كالبيان الاحتجاجي، قصيدة، مصلقة، أو جدارية، أو عمل فني كلوحة، و الرسم على الجدران، أو تسجيل صوتي أو بصري كفيلم، الخ.
- المنشور نص قصير بعبارات حادة تتحدى النظام القائم. استخدم المنشور كثيرا في النصف الثاني من القرن التاسع عشر والنصف الأول من القرن العشرين (من باريس إلى الحرب في الجزائر).